# Arroyo de la Luz
Arroyo de la Luz est une commune de la province de Cáceres dans la communauté autonome d'Estrémadure en Espagne.

## Démographie
| 1900 | 1910 | 1920 | 1930 | 1940  | 1950  | 1960 | 1970 | 1981 | 1991 | 1996 | 1999 | 2005 | 2007 |
| 7094 | 7697 | 8402 | 9617 | 10265 | 10424 | 9781 | 8130 | 6419 | 6513 | 6645 | 6569 | 6607 | 6477 |

## Culture et patrimoine
- Nécropole d'Arroyo de la Luz